# 奥尔瓦伊塞塔
奥尔瓦伊塞塔（西班牙語：Orbaiceta）是西班牙纳瓦拉的一个市镇。总面积82平方公里，总人口234人（2001年），人口密度3人/平方公里。